# Збірна Західної Сахари з футболу
Збірна Західної Сахари з футболу — футбольна команда спірної території Західної Сахари, не визнана асоціаціями ФІФА та УЄФА. Є членом федерації футбольних асоціацій невизнаних держав і територій КОНІФА.